# Vespermuis
De vespermuis (Calomys laucha)  is een zoogdier uit de familie van de Cricetidae. De wetenschappelijke naam van de soort werd voor het eerst geldig gepubliceerd door Fischer in 1814.

## Kenmerken
De rug van het dier is grijswit, de buik licht- tot donkerbruin, en achter het middelgrote oor is steeds een witte vlek te zien. De lange staart is dun behaard. De lichaamslengte bedraagt 7 cm, de staartlengte 5,5 cm en het gewicht 13 gram.

## Leefwijze
Zijn voedsel bestaat voornamelijk uit plantenkost, maar insecten, zoals kevers en rupsen, staan ook op zijn menu. Deze muis is altijd te vinden in de buurt van mensen  en heeft de eigenschap om explosief in aantal toe te nemen en een plaag te worden. Zijn nest van gras bevindt zich in een spleet onder liggend hout of stenen, onder de vloer van huizen, maar ook wel in een takvork, want het dier is een behendige klimmer.

## Verspreiding
Deze soort komt voor in open habitats in de nabijheid van moerassen en stilstaande wateren in centraal en oostelijk Zuid-Amerika, zoals Bolivia, Argentinië, westelijk Paraguay, zuidelijk Brazilië en Uruguay.